# Koło Obserwatora
Koło Obserwatora, niem. Wachtberg (341 m n.p.m.) – wzniesienie w południowo-zachodniej Polsce, w Sudetach Zachodnich, na Obniżeniu Żytawsko-Zgorzeleckim we wschodniej części Kotliny Turoszowskiej. Zaliczane jest do Korony Sudetów Polskich.
U podnóża południowych i zachodnich zboczy wzniesienia położona jest dawna przygraniczna wieś Markocice, obecnie wschodnia dzielnica Bogatyni
Wschodnim zboczem w pobliżu szczytu wzniesienia przebiega granica państwowa między Czechami i Polską.

## Położenie i opis
Wzniesienie położone jest w południowo-wschodniej części Obniżenia Żytawsko-Zgorzeleckiego, około 2,8 km na południowy wschód od centrum miejscowości Bogatynia.
Wzniesienie Koło Obserwatora jest najwyższym wzniesieniem Obniżenia Żytawsko-Zgorzeleckiego. Wyrasta we wschodniej części Kotliny Turoszowskiej na tle sporo wyższych gór w okolicy, na wschód od dzielnicy Bogatyni Markocic w kształcie wydłużonej, rozległej mało wyraźnej kopuły z łagodnymi zboczami. Zbocze południowe wyraźnie opada w kierunku Markocic, położonych w dolinie potoku Miedzianka. Powierzchnia wierzchowiny jest łagodnie wyrównana, co sprawia, że z daleka wierzchołek wzniesienia jest trudno rozpoznawalny. Natomiast położenie wzniesienia, kształt i płaska część szczytowa czynią je rozpoznawalnym w terenie.
Wzniesienie w większości porastają dzikie łąki z pojedynczymi grupami drzew i krzewów, a w okolicy kamieniołomu, na południowym zboczu rośnie niewielki las. Część powierzchni zboczy zajmują nieużytki. Nieliczne ciągi drzew i krzewów rosnące na wzniesieniu wyznaczają przebieg dawnych miedz i polnych dróg. 
Wnętrze wzniesienia zbudowane jest z fragmentów bloku karkonosko-izerskiego, przede wszystkim z gnejsów i granitów rumburskich, w kilku miejscach starsze skały przebite są przez trzeciorzędowe bazalty. Szczyt i zbocza wzniesienia pokrywa warstwa młodszych osadów glin, żwirów, piasków i lessów z okresu zlodowaceń plejstoceńskich i osadami powstałymi w chłodnym, peryglacjalnym klimacie.
U podnóża wzniesienia, wzdłuż potoku Miedzianka, rzecznym wąwozem prowadziła w przeszłości linia „Saksońskiej Kolei Wąskotorowej”, po której pozostały szyny na dawnym przejeździe kolejowo-drogowym w Markocicach oraz ślady po nasypach kolejowych. Tuż za granicą, w czeskich Heřmanicach, na lewym brzegu Miedzianki stoją zrujnowane budynki byłej stacji kolejowej oraz magazynów i składów. 
W pobliżu wzniesienia stoi maszt telefonii komórkowej, zaś w pobliżu, na wzgórzu Obserwator, niem. Steinberg (315 m n.p.m.) znajduje się dawny przekaźnik telewizyjny dla Programu 2 TVP, wybudowany w 1972, później również wykorzystywany jako maszt telefonii komórkowej. Na północnym, łagodnie opadającym zboczu Obserwatora znajdują się również pozostałości (nieliczne płyty nagrobne) niemieckiego cmentarza urnowego, po II wojnie światowej opuszczonego i zdewastowanego. Na wzgórzu znajdują się także pozostałości pomnika poświęconego niemieckim mieszkańcom Markocic (niem. Markersdorf), poległym podczas I wojny światowej.
Na południowym zboczu, w niedalekiej odległości od szczytu, znajduje się wyrobisko nieczynnego kamieniołomu bazaltu „Bartek”, w którym widać dobrze rozwinięty system regularnych spękań związanych z kurczeniem się lawy wulkanicznej podczas stygnięcia. Kamieniołom uruchomiono w latach 60. XX w. na użytek budowy Kombinatu Energetyczno-Górniczego. Słupy bazaltowe wydobywane z kamieniołomu na wzgórzu wykorzystywane były w przeszłości jako gotowy materiał budowlany. Stosowano go w okolicy do budowy ogrodzeń oraz obwałowań koryt rzecznych itp. Słupami obwałowany został potok Miedzianka.

## Turystyka
- Najwyższy punkt wzniesienia jest trudny do odnalezienia, znajduje się w pobliżu polsko-czeskiej granicy państwowej kilkadziesiąt metrów na zachód od słupka granicznego 13/128.
- Na szczyt wzniesienia nie prowadzi szlak turystyczny ani ścieżka. Na samo wzniesienie można dojść polnymi drogami z Markocic.
- Ze zboczy roztaczają się panoramy na okoliczne miejscowości oraz bliższe i dalsze pasma górskie[2].